# Brakna
Brakna (Árabe: لبراكنة) é uma região da Mauritânia. Sua capital é a cidade de Aleg.
Bogué é outra cidade de importância da região.
O rio Senegal corre ao longo da fronteira da região de Brakna com o Senegal.

## Limites
Brakna faz divisa com a região de Tagant a nordeste, com a região de Assaba e Gorgol a sudeste, com o Senegal a sudoeste e com a região de Trarza a noroeste.

## Departamentos

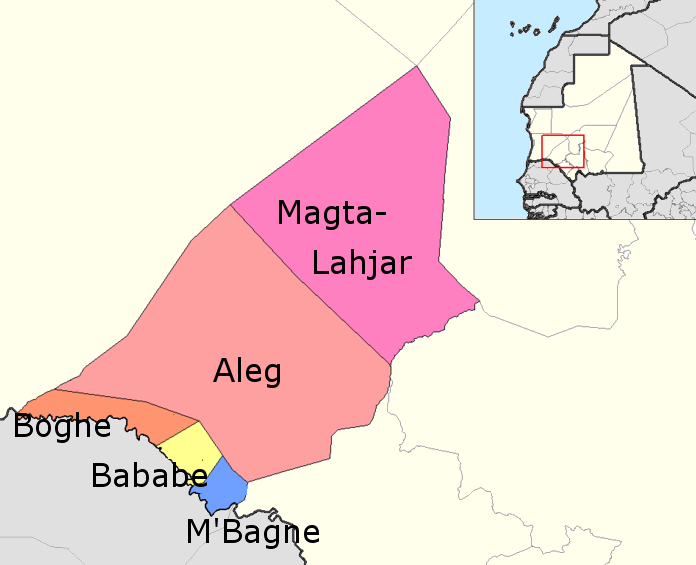
Departamentos de Brakna.

Brakna está dividida em 5 departamentos:
- Aleg
- Bababe
- Boghe
- M'Bagne
- Magta-Lahjar

## Demografia
| 2000   | 2011   |
| 247006 | 309307 |